# Souhvězdí Kasiopeji
Kasiopeja je souhvězdí na severní obloze. Nachází se mezi souhvězdími Andromedy, Persea, Žirafy, Ještěrky a Cefea. Patří mezi cirkumpolární souhvězdí severní oblohy, z České republiky je vidět po celou noc ve kteroukoliv roční dobu. Horní kulminace probíhá 19. října (tehdy souhvězdí připomíná W). Dolní kulminace probíhá 18. dubna (souhvězdí připomíná M). Je jedním ze 48 souhvězdí, které znal již starověký astronom Ptolemaios a také jedním z 88 souhvězdí moderní astronomie. Nejjasnější hvězdy vytvářejí nápadné „W“ nebo „M“. V pořadí velikosti je Kasiopeja na 25. místě.
Inuitům připomínalo souhvězdí schody v nebeském sněhu, které spojovalo nebe se zemí.

## Původ jména
Kassiopea byla manželka etiopského krále Kéfea. S manželem měli dceru Andromedu, která si později vzala Persea. Všichni čtyři se dostali jako souhvězdí na oblohu. Kassiopeia byla velmi krásná a pyšnila se, že její krása předčí i vodní nymfy Néreidy. Její počínání rozhněvalo boha moře Poseidóna (protože jeho manželka byla také Néreida) tak, že poslal mořskou příšeru na království Cefea. Podle rad věštců byl jediný způsob jak zachránit říši nechat Andromedu na pospas příšeře. Ale statečný Perseus po dlouhých bojích s ukrutnou příšerou Andromedu vysvobodil a oženil se s ní. Po smrti Kassiopea dostala přezdívku hvězdná etiopská královna. Její nepřítelkyně Néreidy dosáhly alespoň toho, že je Kasiopea blízko pólu a musí trávit polovinu noci hlavou dolů, aby se odnaučila vychloubačnosti.

## Hvězdy

Kasiopeja na noční obloze

Nejjasnější hvězdou je Schedir (alfa Cassiopeiae). Má jasnost 2,23 mag. Je to červený obr vzdálený 229 ly. Beta Cassiopeiae (2,3 mag) neboli Caph je bílá hvězda hlavní posloupnosti vzdálená 54 ly. Gama Cassiopeiae má název Cih. Je zajímavá tím, že kolem svého rovníku vytváří plynný prstenec, způsobující nepravidelné změny v její jasnosti. Její jasnost se mění mezi magnitudami 1,6 a 3,0. Po většinu času má jasnost 2,2 mag. Od Slunce je vzdálená 613 ly. Ruchbah je delta Cassiopeiae. Má jasnost 2,7 mag a je vzdálená 99 ly. Jde o zákrytovou dvojhvězdu. Epsilon Cassiopeiae (Segin) má jasnost 3,3 mag. Je vzdálená 440 ly a je to modrobílý obr. Všech těchto pět hvězd tvoří nápadné W. Ró Cassiopeiae je žlutý nadobr. Jde o proměnnou hvězdu. Její jasnost mění mezi 5,85 – 15 mag. Proměnnou hvězdou je i R Cassiopeiae, která patří mezi proměnné hvězdy typu Mira Ceti. Její jasnost se mění od 4,7 do 13,5 mag v periodě 431 dní. S použitím malého dalekohledu je dobře pozorovatelná dvojhvězda eta Cassiopeiae (Achird). Obě složky kolem sebe obíhají v periodě 480 let. V roce 1572 vybuchla v tomto souhvězdí supernova SN 1572, kterou pozoroval Tycho Brahe (supernova se nazývá také Tychonova supernova). Supernova se nacházela poblíž hvězdy kappa Cassiopeiae, v maximu dosahovala magnitudy -4,1, jasností tedy byla srovnatelná s Venuší. Pouhým okem byla pozorovatelná ještě 18. měsíců po výbuchu. Dnes je to jen slabá hvězdička, která dosahuje 19. mag, ale intenzivně září v rentgenové a rádiové oblasti spektra. V roce 1667 (pravděpodobně) v souhvězdí Kasiopeji nejspíš zazářila jedna supernova, ale o jejím pozorování nejsou známé žádné doklady. Tento výbuch je v současnosti znám pod názvem Cassiopeia A.

## Objekty vzdáleného vesmíru
Souhvězdím prochází Mléčná dráha, a z tohoto důvodu je bohaté na otevřené hvězdokupy.

### Otevřené hvězdokupy
- Nejbohatší otevřenou hvězdokupou je Messier 52, která má jasnost 7,3 mag a je viditelná již triedrem. Od Země je vzdálená zhruba 5 000 ly. Obsahuje přibližně 120 hvězd mezi 10. a 13. magnitudou a mnoho dalších slabších hvězd.
- Téměř stejně jasná jako M 52 je otevřená hvězdokupa Messier 103 (7,4 mag). Obsahuje přes 80 hvězd a je vzdálená zhruba 8 100 ly.
- Otevřená hvězdokupa NGC 457 (6,4 mag) je nejjasnější hvězdokupou v Kasiopeji. Nachází se ve vzdálenosti více než 8 000 ly.
- Poslední jasnější otevřenou hvězdokupou je NGC 663 (7,1 mag).
- Slabšími hvězdokupami jsou například NGC 129 (6,5 mag), NGC 7789 (6,7 mag; obsahuje téměř 700 členů do 15,5 mag) a NGC 559 (9,5 mag).

### Mlhoviny
- NGC 281 je jasná emisní mlhovina, která je díky svému tvaru známa také pod názvem Pacman Nebula (mlhovina Pacman).
- Mlhovina Duše a mlhovina Srdce jsou emisní mlhoviny, ve kterých se ukrývá několik otevřených hvězdokup.
- 35' jihozápadně od M 52 leží emisní mlhovina NGC 7635.

### Ostatní objekty
- V Kasiopeji se nachází nevýrazné, ale blízké galaxie NGC 147, NGC 185, IC 10, Maffei I a Maffei II.
- 3° jižně od hvězdokupy M 52 se nachází silný rádiový zdroj Cassiopeia A, který je od Země vzdálený 10 000 ly. Dosahuje jasnosti 6 mag a po Slunci je nejsilnějším zdrojem rádiového záření na obloze.